# The Song of Songs
 The Song of Songs és una pel·lícula estatunidenca de Rouben Mamoulian estrenada el 1933. Una jove camperola es deixa seduir per un escultor, després per un ric mecenes que compra l'estàtua per a la qual ha servit de model, simbolitzant els salms de Salomó.

## Argument
Lily una jove pagesa acaba de perdre el seu pare, és recollida per la seva tia, Madame Rasmussen, llibrera a Berlín, una dona autoritària, rígida i lleugerament lligada a  l'alcohol. De la finestra de la seva cambra Lily percep un taller d'escultor que la fascina. Un dia, Richard l'escultor entra en la llibreria i sembla captivat pel cos de Lily, ell la persuadeix de posar per ella. Acceptant després d'haver vacil·lat, Lily déjouant la vigilància de la seva tia va a casa de Richard que la convenç per despullar-se per posar. Aviat una molt bonica escultura pren forma i els dos joves comencen un idil·li. Arriba llavors el baró von Merzbach que és un client de Richard que queda admirat davant l'estàtua, demana ser presentat a Lily. Més tard, el baró persuadeix Richard que amb l'escultor, Lily no tindrà cap futur, mentre que amb ell, tindrà el reconeixement, la fortuna, el títol…per covardia Richard accepta. El vespre mentre que Lily s'afanya a anar a casa de Richard, Madame Rasmussen la sorprèn. Va a casa de Richard, però aquest ha desaparegut, i llavors el baró von Merzbach que l'acull al seu lloc sabent que Richard ha marxat de viatge. El baró-aquí li proposa el matrimoni, i Lily, desorientada i commocionada, accepta. S'educa en el gran món, aprèn música, francès, dansa, però no és feliç. Von Prell el palefrener del baró s'enamora d'ella i li declara el seu amor durant una lliçó d'equitació.

## Repartiment
- Marlene Dietrich: Lily Czepanek
- Brian Aherne: Richard Waldow
- Lionel Atwill:[2] Baró von Merzbach
- Alison Skipworth: Sra. Rasmussen
- Hardie Albright: Von Prell
- Helen Freeman: Fräulein Von Schwertfeger